# توربو (فیلم)
توربو (به انگلیسی: Turbo) انیمیشنی رایانه‌ای محصول شرکت دریم‌ورکس است که در سال ۲۰۱۳ منتشر شد. داوید سورن، کارگردان این فیلم است.

## داستان
داستان انیمیشن دربارهٔ یک حلزون باغچه ‌است که آرزو دارد روزی تبدیل به یک شرکت کنندهٔ مسابقات سرعت (به انگلیسی: Race) شود. ایدهٔ اصلی داستان از کارگردان این فیلم یعنی داوید سورن بوده‌است.

## صداپیشگان
از صداپیشگان این پویانمایی می‌توان به رایان رینولد، اسنوپ داگ، ساموئل ال جکسون، پل جیاماتی، مایکل پنا، ریچارد دیل جنکینز، و میشل رودریگز اشاره کرد.

## صداپیشگان فارسی
از صداپیشگان این پویانمایی می‌توان به امیرحسین صفائی، میثم کبیری، امین صفردوست، وحید آذری، کیوان عسگری، شادی هاشملو، و مهرداد رئیسی اشاره کرد.